# Basil Salvadore D'Souza
Basil Salvadore D'Souza (Mangalore, 23 de mayo de 1926 - 5 de septiembre de 1996) fue un sacerdote católico indio, obispo de la diócesis de Mangalore.

## Biografía
Basil Salvadore D'Souza nació en Mangalore (India) el 23 de mayo de 1926, en el seno de una familia de campesinos cristianos católicos. Sus padres fueron Diogo D'Souza y Mary Pereira. Fue ordenado sacerdote el 25 de marzo de 1952 y trabajó como gerente de una escuela católica y en el Kodialbail Press. El papa Pablo VI le nombró obispo de Mangalore el 22 de marzo de 1965 y recibió su consagración episcopal el 11 de mayo de ese mismo año, de manos del obispo James Robert Knox, titular de Melitene y nuncio apostólico en India. Gobernó la diócesis de 1965 hasta su muerte, acaecida el 5 de septiembre de 1996, siendo el obispo que por más tiempo ha gobernado en la historia de su diócesis. D'Souza participó en las últimas sesiones del Concilio Vaticano II, encabezó la implementación de la renovación en su diócesis y acogió y preparó la visita del papa Juan Pablo II a Mangalore en 1986.
Basil Salvadore D'Souza durante su gobierno se preocupó por la fundación de nuevas parroquias, por el crecimiento de la diócesis y la evangelización de los pueblos; fundó la misión de Bidar, donde había pocos cristianos, que con el tiempo dio origen a la actual diócesis de Gulbarga; fundó el Centro Nacional de Vocaciones en Pune y la cátedra de cristianismo en la Universidad de Mangalore. A solo cinco años de su jubilación, murió en 1996, a causa de un ataque de corazón. Fue sepultado en la Catedral de Nuestra Señora del Rosario de Mangalore.